# 伊凡·格拉森博格
伊凡·格拉森博格（1957年1月7日—）是一位澳大利亚、南非、瑞士三国国籍的企业家，也是英國倫敦上市的嘉能可首席執行官與最大个人股东。

## 生平

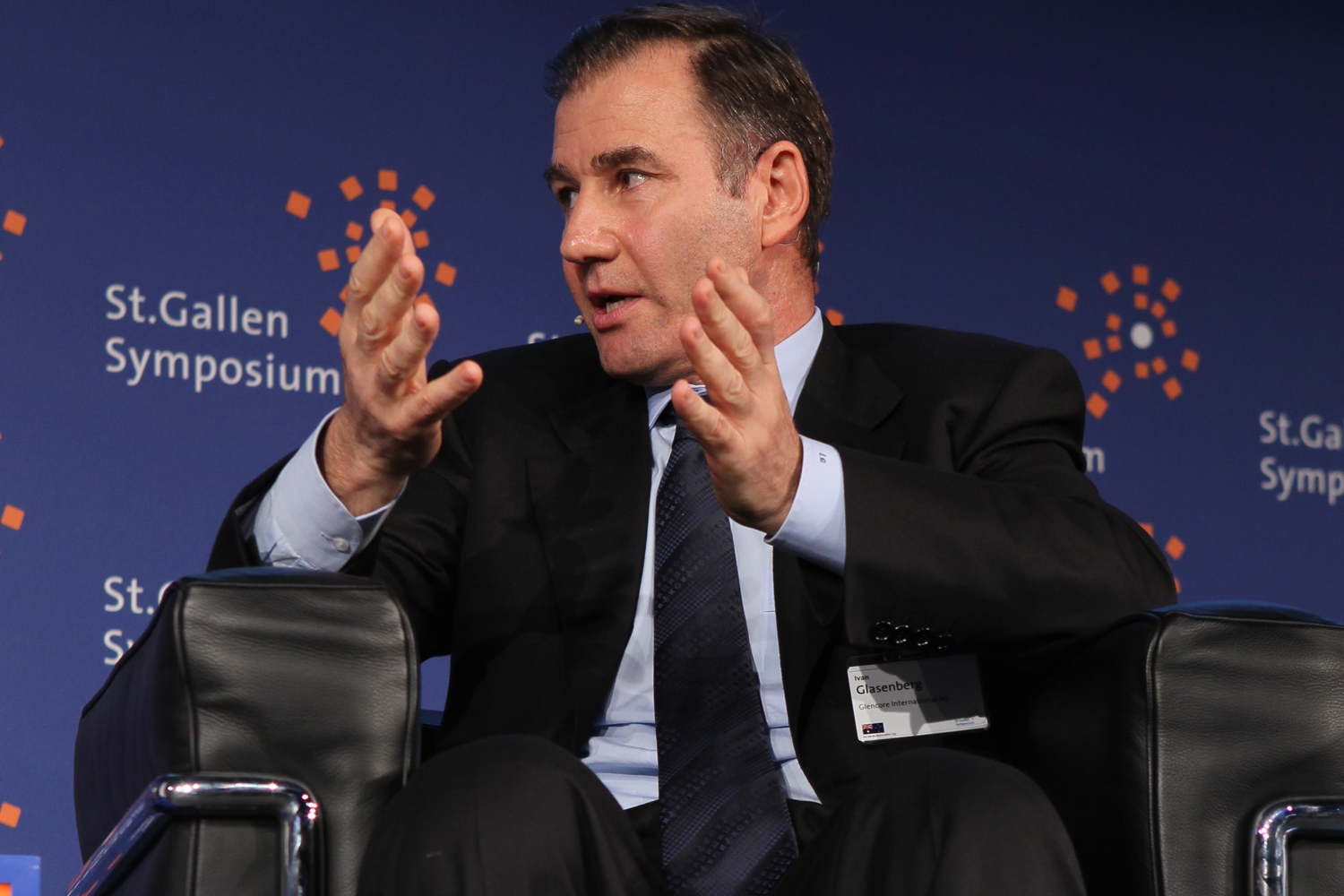
伊凡·格拉森博格

出生於南非約翰內斯堡，畢業於金山大學商業及會計碩士，以及南加州大學工商管理碩士，在1984年委任嘉能可所有管理層工作。當時是澳大利亞及南非煤炭部主管，1989年至1990年間，委任香港和北京辦事處工作，1991年重返
而其他公司董事包括：俄羅斯聯合鋁業公司、斯特拉塔股份有限公司、世紀鋁業股份有限公司（已退任），以及米纳罗资源股份有限公司。

## 延伸阅读
- Ammann, Daniel. . New York: St. Martin's Press. 2009. ISBN 0-312-57074-0.

## 外部連結
- 伊凡·格拉森伯格(Ivan Glasenberg)，嘉能可国际公司(Glencore)首行执行官介紹 買購網
- 新闻人物：嘉能可CEO格拉森伯格 ft中文網 （页面存档备份，存于）
- 消息稱嘉能可IPO後CEO將成最大持股人 新浪財經 （页面存档备份，存于）
- 年度IPO之星：嘉能可 有關伊凡·格拉森伯格資料